# Абрамович, Юрий Гарриевич
Ю́рий Га́рриевич Абрамо́вич (15 сентября 1935, Харьков — 28 февраля 2017, Жуковский) — советский и российский испытатель новой авиационной техники, лётчик-испытатель Луховицкого машиностроительного завода Московского авиационного производственного объединения «МиГ». Герой Российской Федерации (1 марта 1996), заслуженный лётчик-испытатель СССР (14 августа 1981), старший лейтенант запаса (1970).

## Биография
По национальности еврей. После возвращения из эвакуации с 1944 года жил в Киеве, где в 1953 году окончил 10 классов школы.
В 1959 году окончил Московский авиационный институт. Одновременно с обучением занимался планерным и самолётным спортом в аэроклубе МАИ, который окончил в 1957 году. Продолжал летать в Центральном аэроклубе имени В. П. Чкалова, участвовал в воздушных парадах 1958 и 1961 годов.
В 1959—1963 годах работал помощником ведущего инженера, ведущим инженером в Лётно-исследовательском институте. В 1965 году окончил Школу лётчиков-испытателей.
C 1965 года по 1995 год — лётчик-испытатель авиазавода «Знамя Труда» в городе Луховицы Московской области. Испытывал серийные сверхзвуковые истребители МиГ-21, МиГ-23, МиГ-29 и их модификации, участвовал в испытаниях лёгкого многоцелевого самолёта Ил-103. 7 августа 1971 года катапультировался из аварийного сверхзвукового истребителя МиГ-23.
За мужество и героизм, проявленные при испытаниях новой авиационной техники, лётчику-испытателю Абрамовичу Юрию Гарриевичу 1 марта 1996 года присвоено звание Героя Российской Федерации с вручением медали «Золотая Звезда».
Жил в городе Жуковский Московской области. Работал заместителем начальника лётно-испытательного комплекса Московского авиационного производственного объединения «МиГ» по лётной работе.

## Награды и звания
- Герой Российской Федерации (1.03.1996)
- 2 ордена Трудового Красного Знамени (26.04.1971; 11.10.1974)
- орден «Знак Почёта» (31.07.1961)
- медали
- иностранный орден

## Почётные звания
- Заслуженный лётчик-испытатель СССР (14.08.1981)